# جون فاريل (لاعب كرة قاعدة)
جون فاريل (بالإنجليزية: John Farrell)‏ هو لاعب كرة قاعدة أمريكي، ولد في 4 ديسمبر 1876 في كوفينغتون في الولايات المتحدة، وتوفي في 13 مايو 1921 في كانساس سيتي في الولايات المتحدة.

## وصلات خارجية
- جون فاريل (لاعب كرة قاعدة) على موقعبيزبول رفرنس.كوم (الدوري الرئيسي) (الإنجليزية)
- جون فاريل (لاعب كرة قاعدة) على موقعبيزبول رفرنس.كوم (الدوري الثانوي) (الإنجليزية)